# Archivio di concentrazione

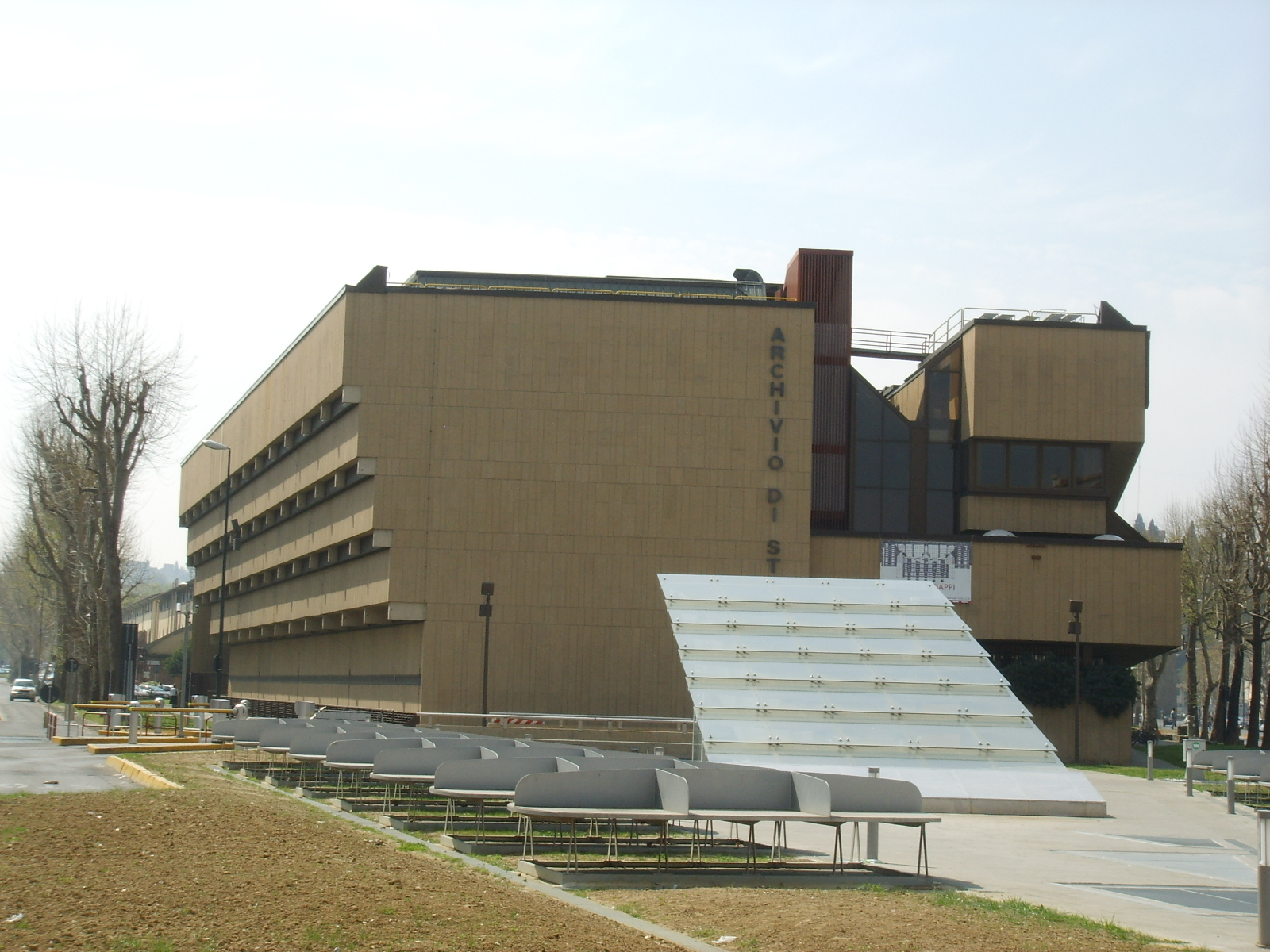
L'Archivio di Stato di Firenze

Un archivio di concentrazione è un archivio dove si raccolgono le testimonianze documentarie da più provenienze.

## Descrizione
Quando si parla di ente pubblico di solito ciascuno ha un proprio archivio, inteso sia come raccolta di documenti, sia come luogo, sia come ente preposto alla raccolta, catalogazione, conservazione e fruizione dell'archivio. Possono così esistere così gli archivi del Comune X, o della Camera di Commercio di Y, ecc. 
Nel caso in cui invece gli archivi vengano inviati a un altro ente, che ne aggrega anche altri, in tal caso si parla di "archivio di concentrazione". Caso tipico sono i vari archivi di Stato, che in Italia sono presenti almeno uno per provincia. Nel passaggio della documentazione si effettua un passaggio di competenze archivistiche al nuovo soggetto. Non è raro che negli archivi di conservazione si trovino molti archivi "morti", cioè il cui soggetto produttore originario ha cessato di esistere (ad esempio un'impresa chiusa, un comune soppresso o un antico Stato) e per questo non sono soggetti a nuovi accrescimenti.
Gli archivi di concentrazione sono diversi dagli archivi aggregati: questi ultimi infatti sono infatti accorpamenti a un archivio già presente, magari attivo e legato a un preciso soggetto produttore (ad esempio un archivio comunale che tenga anche alcuni archivi privati morti legati al territorio) mentre gli archivi di concentrazione sono predisposti unicamente per raccogliere materiali realizzati da altri soggetti. 
Il concetto di archivio di concentrazione è importante soprattutto nei paesi di area germanica, dove si tiene conto di una disciplina archivistica che chiama "archivio" solo una raccolta di documenti quando lascia la sede del soggetto produttore (in genere dopo 40 anni): prima di tale avvenimento si parla solo di "registrazioni"; in Italia invece un archivio è considerato tale fin dalla fase corrente, cioè presente, e per tutto il corso della sua vita, fin quando sia possibile individuare in esso un vincolo.
Gli archivi di concentrazione, secondo la disciplina archivistica, non sono complessi organici, ma "raccolte di archivi", ciascuno con la sua storia e le sue caratteristiche. 
Quando il soggetto produttore trasferisce il suo archivio al destinatario archivio di concentrazione, può usare quattro istituti:
1. versamento
2. deposito
3. donazione
4. alienazione